# Pozuelo de Tábara
Pozuelo de Tábara település Spanyolországban,  Zamora tartományban. Pozuelo de Tábara Moreruela de Tábara, Perilla de Castro, Olmillos de Castro és Ferreruela községekkel határos. Lakosainak száma 145 fő (2024).

## Népesség
A település népessége az utóbbi években az alábbiak szerint változott:
| Lakosok száma | 241  | 213  | 177  | 170  | 164  | 155  | 164  | 163  | 154  | 145  |
|               | 2001 | 2004 | 2007 | 2009 | 2012 | 2014 | 2017 | 2019 | 2022 | 2024 |